# André Hambourg
André Hambourg (* 5. Mai 1909 in Paris; † 4. Dezember 1999 in Paris) war ein französischer Maler.
Er malte vor allem Strandlandschaften und maritime Motive. Er war Lithograf, Zeichner und Dekorateur, reiste viel und brachte von seinen Reisen zahlreiche Vorzeichnungen für bibliophile Werke mit, insbesondere über die Normandie und ihre Strände sowie die Provence. 1933 erhielt er den Prix de l’Afrique de l’Ouest Française und den Prix Abd-el-Tif und lebte von 1933 bis 1939 in Nordafrika. Seit 1952 war er offizieller französischer Marinemaler und teilte sein Leben zwischen der normannischen Küste – er besaß ein Haus in Englesqueville-en-Auge (Calvados) – und Saint-Rémy-de-Provence, wo er seine bevorzugten Motive fand.

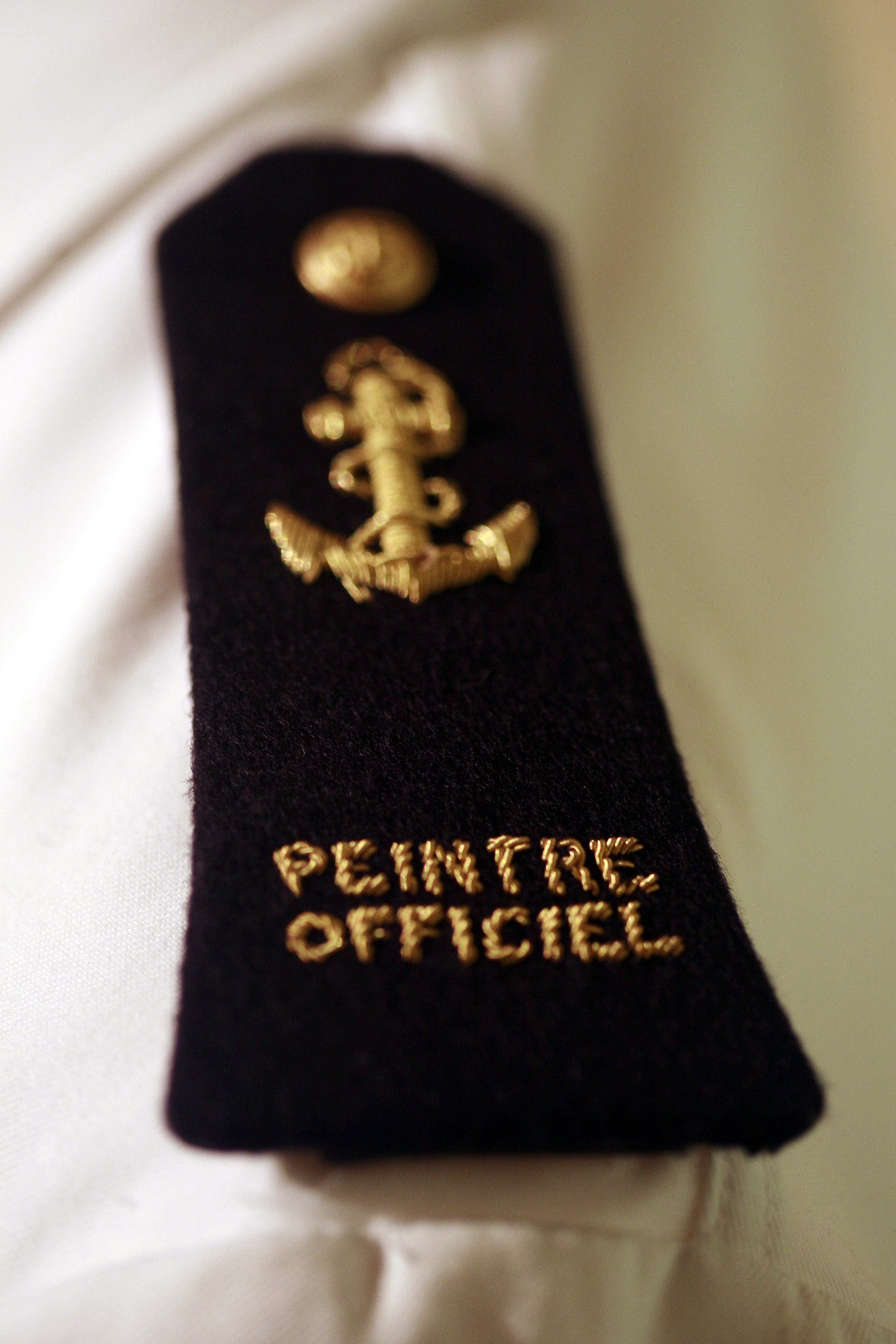
Schulterabzeichen eines Peintre de la Marine. Von der Uniform, die André Hambourg gehörte

## Leben

### Jugend in Paris
André Hambourg wurde 1909 in Paris als Sohn eines russischen Apothekers und einer aus Konstantinopel stammenden Mutter geboren. Er besuchte das Lycée Montaigne und später das Lycée Louis-le-Grand, wo er sich im Zeichnen und Malen auszeichnete. Nach einem Sprachaufenthalt in Deutschland, wo er die Ölmalerei für sich entdeckte, studierte er an der École nationale supérieure des arts décoratifs und an der École des Beaux-Arts in Paris. Seine frühen Werke sind eher düster.
Hambourg stellte ab 1929 im Pariser Salon aus und organisierte im selben Jahr seine erste Ausstellung. 1930 Ausstellung in der Galerie M. Bénézit, Paris. 1930 entdeckte er die Bretagne und malte das Bild „Bénédiction de la mer“. In der Provence beeindruckten ihn die Farben der Landschaft, was seine Palette bereicherte. Jadwiga Zak (Galerie Zak) wird 1932 seine Galeristin.

### Nordafrika
Die erste der zahlreichen Auszeichnungen, die Hambourg erhielt, war der Prix de la Villa Abd-el-Tif, der ihm 1933 verliehen wurde. Daraufhin reiste der Künstler zum ersten Mal nach Nordafrika und verbrachte fast zehn Jahre in Algerien und Marokko. 1937 schuf er für den algerischen Pavillon auf der Weltausstellung in Paris ein großes Wandgemälde, das ihm den Titel Laureat der Ausstellung einbrachte. Während seiner Jahre in Nordafrika stellt Hambourg seine Bilder in zahlreichen Einzelausstellungen in Algerien, Oran und Paris aus. Acht seiner Werke wurden 1939 im Musée d’Outre-Mer in Paris gezeigt.

### Zweiter Weltkrieg
Nach seiner Einberufung 1939 und seiner Entlassung im August 1940 blieb André Hambourg zunächst in Casablanca, dann in Oran. Im September 1942 kehrte er nach Oran zurück und ließ sich im November in Algier nieder. Dort arbeitete er unter dem Pseudonym André Hache als Redakteur für die Wochenzeitschrift Combattant 43 der französischen Armee. Er schrieb und zeichnete auch für verschiedene andere Zeitungen und Zeitschriften.
In Zusammenarbeit mit dem Marinekommissariat fuhr er auf Kriegsschiffen mit, um Bildreportagen zu erstellen. Im Januar 1945 wurde er Kriegsberichterstatter und kam mit der 1. Armee ins Elsass, wo er den Rhein überquerte und an der Befreiung von Karlsruhe und des Konzentrationslagers Vaihingen teilnahm. Im August 1945 erhielt er den Auftrag, für die amerikanische Armee das Kehlsteinhaus in Berchtesgaden zu malen. Sein Gemälde „Die Deportierten von Vaihingen“ zeigt das Grauen und Leiden der Gefangenen.
André Hambourg schuf zwei Bücher mit Illustrationen: „Berchtesgaden Party“ und „D’Alger à Berchtesgaden“. In „Berchtesgaden Party“, das 1947 erscheint, setzt er den Soldaten, die gegen den Nationalsozialismus gekämpft haben, und ihren Opfern ein Denkmal. 1945 kehrte er in sein Atelier in der Rue Boissonade in Paris zurück. Doch die Schrecken des Krieges bleiben in seinem Gedächtnis und beeinflussen seine düstere Malweise. Er schrieb und zeichnete weiterhin für verschiedene Pariser Zeitungen, darunter die „Opéra“.

### Nachkriegszeit
1946 kehrte André Hambourg nach Saint-Rémy-de-Provence zurück und kauft das Feld mit Olivenbäumen, das Vincent van Gogh 1889 gemalt hatte.
1947 und 1948 wurde er vom Marineministerium eingeladen, auf dem Schlachtschiff Richelieu zu arbeiten, wo er das Leben und die Aktivitäten der Besatzung malte. Später zog er nach Honfleur, wo er normannische Landschaften in Pastell malte und allmählich zu helleren Farbtönen überging. Er verliebte sich in Nicole Rachet und widmete ihr zahlreiche Pastelle. 1948 heiratete er Nicole und kehrte nach Paris zurück, verbrachte aber viel Zeit in Honfleur. André Hambourg malte oft seine Frau Nicole und seinen Sohn in Familienszenen.
Verschiedene Reedereien beauftragten ihn mit der Ausschmückung ihrer Schiffe; eines seiner Bilder schmückte die Suite Normandie des Passagierschiffs Liberté. Ende der 1950er Jahre malte er häufig an den Stränden von Deauville und Trouville. 1957 besuchte er zum ersten Mal Venedig, das für ihn zu einer unerschöpflichen Inspirationsquelle wird, insbesondere die Insel Torcello. Venedig bedeutete für Hambourg Leben und Licht, und er besuchte die Stadt regelmäßig bis in die 1980er Jahre.

### 1970er Jahre bis zum Lebensende
1971 unternahm André Hambourg seine erste Reise nach Schwarzafrika, an die Elfenbeinküste, wo er von der Landschaft begeistert war und das Spiel von Licht und Schatten in seinen Bildern festhält. 1972 besuchte er zum ersten Mal New York und malte fünfzehn Jahre lang die Grand Army Plaza zu verschiedenen Tages- und Jahreszeiten. Im selben Jahr wurde er vom Europäischen Gerichtshof beauftragt, den Gerichtssaal in Luxemburg mit sechs großen Tafeln zu dekorieren, die die Mitgliedsstaaten und die Werte Frieden und Gerechtigkeit symbolisieren. Er richtete sein Atelier in Saint-Rémy-de-Provence ein, umgeben von den Olivenbäumen, die Van Gogh gemalt und er 1946 erworben und gerettet hatte. 1975 entwarf er fünf Mosaikprojekte für Schulen, darunter drei für das Lycée André-Maurois in Deauville. 1976 wurde er von der französischen Marine eingeladen, an den Feierlichkeiten zum 200-jährigen Jubiläum der USA in Yorktown teilzunehmen. Zwischen 1983 und 1986 nahm er an mehreren Fahrten mit den Schiffen Commandant Bourdais und Jeanne d’Arc teil und malte Szenen des Bordlebens.
1988 stifteten André Hambourg und seine Frau 376 Werke dem Musée Eugène Boudin in Honfleur.
André Hambourg starb am 4. Dezember 1999 und wurde auf dem Friedhof Sainte-Catherine in Honfleur beigesetzt.
Im Jahr 2007 schenkte seine Frau Nicole Rachet 71 seiner Werke (Gemälde, Drucke und Zeichnungen) dem Musée National de la Marine in Paris.

## Illustrationen
Fast 40 Jahre lang war der Maler auch als Illustrator bibliophiler Werke tätig. Seine Illustrationen finden sich in den folgenden Titeln:
- Georges Duhamel: La Pierre d'Horeb (1953)
- Rudyard Kipling: The Return of Imray (1956)
- Léo Larguier: St-Germain-des-Prés (1958)
- Henri de Régnier Venetian Life (1959)
- Sully Prudhomme: Intimes Tagebuch (1960)
- Lucie Delarue-Mardrus: Lights Of Honfleur (1964)
- Henry de Montherlant: La Rose de sable (1967)
- Robert Pariente: Notebook of Venice (1979)
- Posthumous Works by Albert Camus (1979)
- Robert Pariente: Paris en toutes lettres (1985)
- André Suarès: Provence (1993)

## Auszeichnungen
Hambourg erhielt im Laufe seines Lebens zahlreiche Ehrungen und Auszeichnungen. Das Ritterkreuz der Ehrenlegion wurde ihm 1951 vom französischen Staatspräsidenten verliehen. 1986 wurde er zum Commandeur des Arts et Lettres und zum Commandeur de la Légion d’Honneur ernannt. Schließlich wurde er 1996 zum Großoffizier des Ordre National du Mérite ernannt.